# 解放军总医院京东医疗区
解放军总医院京东医疗区是2020年由原陆军总医院二六三临床部和18个军队驻京机关、院校门诊医疗机构合并组建的。二六三临床部位于北京市通州区永顺南街141号。医院在正在建设的运河商务区以西。医院是北京市爱婴医院。永顺南街二六三医院正门左侧设有通州区公共自行车站点。
医院是电视剧《重案六组》第二部的取景地。

## 评价
通州区委副书记、区长赵磊说：“长期以来，解放军总医院京东医疗区牢记为人民服务宗旨，主动融入北京城市副中心建设，在救死扶伤、应急保障、军民共建等方面做了大量卓有成效的工作。”